# 綾野剛
綾野 剛（あやの ごう、1982年〈昭和57年〉1月26日 - ）は、日本の俳優。岐阜県岐阜市出身、トライストーン・エンタテイメント所属。妻は女優の佐久間由衣。

## 来歴
高校までは陸上競技に打ち込み、中学時代には岐阜県中学校陸上競技大会の800mで優勝、高校時代には岐阜県高等学校陸上競技大会の800mで準優勝の実績を残した。自己ベスト記録は、50m：6秒10、800m：1分57秒71、1500m：4分09秒60、5000m：15分41秒00。
高校卒業と同時に2000年上京。モデル、バンド活動などを経て、2003年『仮面ライダー555』で俳優デビューし、本作の監督を務めた石田秀範に惚れ込む形で役者としてのキャリアをスタートさせる。右も左もわからないまま、映画のオーディションを受け続けた。翌年、ドイツのPandola Film製作の長編作品『Valley Of Flowers』（2004年）に出演。
音楽プロジェクトmr.a（ミスター・ドット・エー）において作詞・作曲を手がけていたが、役者業に本気で向き合うために2007年1月28日のライブイベントを最後に解散。以降は役者としての活動に専念する。
2007年、長編では初主演の映画『Life』が公開、同作品では音楽監督を兼任した。
2010年、29歳の年にテレビドラマ『Mother』に出演し、その生々しい役から注目を集める。2012年、31歳の年にNHK連続テレビ小説『カーネーション』に出演。2013年、大河ドラマ『八重の桜』に出演。以降は数々の賞を受賞するにいたり、連続ドラマ単独初主演『コウノドリ』（2015年）では産婦人科医役を演じる。
2022年12月31日に女優の佐久間由衣と結婚。翌日2023年1月1日に発表した。
2024年3月30日、佐久間との間に第1子が誕生したことが双方の所属事務所より発表された。

## 人物

### 性格
- 一緒に作品作りをした撮影スタッフからは「芸術家を思わせる静かな雰囲気と、謙虚で温和な人柄の両方を持ったユニークな俳優[12]」「多忙を極める俳優とは思えないほど謙虚な姿勢[13]」「監督が死んでくれと言えば死ぬ[14]」という評判。ブレイク前から「尖った役が多かったが、本人は気さくで優しく、役に真摯に向きあう男[15]」と評されている。
- 友人や共演者からは「世間では尖ったイメージが先行しているが、役者を始める前からいつも優しいし、分け隔てしないし、穏やかだし。本当にいい奴[16]」「スイッチが入ったときの瞬発力はすさまじいが、普段は天然っぽくて抜けてる所がある[17]」「ポヤっとした人[18]」「下っ端の見習いスタッフもフォローする紳士的性格[19]」と証言され、松坂桃李いわく「尖ってるように見えて、会ってみると本当に優しいし、こちらの話をよく聞いて理解してくれる」[20]。
- 本人は自分の性格を「臆病」だと認識している。しかし、心理学者からは「勇猛果敢、大胆不敵。」「相当高いレベルで勇敢さがある」「社会的な脳、そういうコミュニケイティブな脳がすごく高い。知性が高い」と分析された[21]。
- 元々はとても人見知りな性格。両親が不在がちな家庭で育つ。幼少期は、誰もいない家で押し入れに籠り、押し入れの中に自分の好きなものや写真を手の届く範囲で集めて一人遊びをしていた。中学生時代からは陸上競技に夢中で、毎夜遅くまで走っていた[22]。高校卒業後は目的なく上京し、20代の頃は非常に孤独だった[23]。現在は人見知りな性格をどうにか改めるよう努力するようになった[24]。

### 容姿
- 色白、細身、三白眼。無機質でミステリアスな印象を与える独特の鋭い風貌により、一部から「蛇顔」の代表格と言われる[25]。
- 本人はテレビでイケメンとして紹介されることがあるたびに違和感を感じている[26]。
- ずっと他人から「雰囲気あるよね」と言われ続けてきたが、本人はそれを不安がっている[27]。長髪だった頃に何度か職務質問を受け、その後も仕事で元捜査一課刑事と話す機会があった際には「目つきが鋭く挑発的」と断言されてしまったことが理由である[28]。
- 目が細いため気づいて貰えないが、「一応、奥二重なんですよ」と笑いながら主張している[29]。
- 全体的に色素が薄く、瞳がやや茶色[30]。

### 役者業
- 自分は作品を支える「裏方の一人」だということが全ての基本姿勢[13][31]。
- 役柄はトリッキーで陰のある役から爽やかな役、繊細な青年役まで多岐に渡る。共演者からは「憑依型[32]」と指摘されており、「硬軟自在なカメレオン型俳優[33]」と評される。また、表情筋の動きが大きく、作品ごとになるべく表情を変えるように努力している。また、綾野自身は役を演じるときに「自分」は必要ないと考えている[注 1][注 2]。
- 俳優デビューは『仮面ライダー555』の怪人役。石田秀範監督が人生で初めて大人として自身に真剣に向き合ってくれたことに感銘を受け役者を志す。監督は「台詞は酷すぎたが、これからいい役者になる雰囲気はあった」と当時の綾野について語る。打ち上げで石田監督から「駆け出しの今は映画をやり続けなさい」と言われたことから、インディペンデント系の映画に出続けた[8]。
- ポン・ジュノ監督は映画『怒り』を観た際に本作を監督した李相日監督へ「私は特にあの俳優が気になります。妻夫木聡さんの恋人だった男の…私があまり知らない方ですが、あの方自体が『歩く傷』みたいな俳優だなと思いました。あまりにも傷つきやすくて何か言われるとすぐ泣きそうな…とても寂しそうで。どんな俳優ですか？」と質問し、綾野に興味を示した[36][37]。
- 舘ひろしは映画『ヤクザと家族』において綾野と共演した際に綾野という役者について「愛に飢えたような目をされる役者さんだと感じました。」「一緒にお芝居をしていて、何度も泣かされたという感じです。素晴らしい目をお持ちの俳優さんだと思います。」と評した[38]。
- 29歳の頃にドラマ『Mother』のような濃い影のある生々しい役で評価され始め、また、映画などではサイコな役やトリッキーな役を演じることが多かったため、『カーネーション』の出演が決定された際は「放送事故になってしまうのでは」と心配していた[39][40]。しかし、髪を切り爽やかな存在感を示したことで作品の注目度を引き上げ最高視聴率を記録したが、出演自体はわずか3週間だった[41][15]。なお、『Mother』において尾野真千子は、綾野が演じる男と同棲している役として共演しており、尾野の相手役を演じた『カーネーション』はそれ以来の共演[42]となった。また、その後も『最高の離婚』、『ヤクザと家族 The Family』において尾野真千子と共演を果たし、尾野について綾野は「自分にとってターニングポイントとなる作品には必ずいてくれる存在」と述べている[43]。
- 本来は役以外での露出を好まないが、作品のためならばバラエティ番組にも協力的な姿勢で臨み、「僕は芸人さんではないから、面白くはできない。こちらがお邪魔させてもらって、なおかつ宣伝までさせてもらっている」という姿勢でいる[44]。2015年5月16日放送の『めちゃ×2イケてるッ!』の『ガリザップ』では1日7食を食べ3.5キロ増量し、デブエットコーナーで唯一の完食を達成。綾野に挑戦する次の俳優が見つからず、コーナーを半休止状態に追い込んだ[45]。2015年秋『オールスター感謝祭』では、緊張しながらもアーチェリーにて連続でど真ん中を射抜くという勝負強さを見せる[46]。
- 『八重の桜』第21回にて、徳川慶喜が一転して松平容保に江戸からの立ち退きを命じた場面で、御家訓をぼそぼそつぶやいていたのは綾野のアドリブ[47]。『そこのみにて光り輝く』で、達夫が罪を犯した拓児を殴る芝居は綾野のアイディア[48]。『天空の蜂』で、手錠から逃れようとした雑賀が親指を切り落とす芝居は綾野のアイディア[32]。
- 『カーネーション』では三味線を、『コウノドリ』ではピアノを練習し、曲を弾けるようになって現場に来た[49][50]。

### 趣味・特技
- 特技は陸上競技[1]。幼少期は秘密基地作りや石を削ることに熱中し、中高に上がってからは陸上競技に打ち込み、岐阜の山奥で朝から晩までずっと走っていた。陸上競技は数字で明確な結果が出るため好きだった。映画『奈緒子』では陸上選手を演じ、走るシーンでは時速25キロから30キロものスピードで長時間の撮影が行われたにもかかわらず、平然とした顔で走っていた[注 3]。箱根駅伝が大好きで、関東地区の大学[注 4]に進学して箱根駅伝選手になりたいと考えたこともあり、今でも正月は初詣と駅伝鑑賞をし、テレビの前で号泣する[8]。
- ゲームではサガシリーズ、聖剣伝説シリーズ、ファイナルファンタジーシリーズを愛好する。キャラクターではモルボルが好きで『ファイナルファンタジーVI』のティナに恋をしていた[52]。また、『KINGSGLAIVE FINAL FANTASY XV』で初の声の出演をした際には「僕のキャパシティが足りないことを実感した現場でした。山寺宏一さんや出演された数々の声優さんなど、声優を本職とされている方々とは根本的に演技の質が違います。技術的な部分も含めて、上手というのを超えて、プロとしての凄みを感じました」「過去にFFをやっていたけれども、最近は離れていた方にFFを意識してもらって、私たちを通してFFのファンが一人でも増えれば」と語った[53]。
- 音楽ではヘヴィメタルやデスメタルが好き。現在はギター演奏は趣味としている[注 5][54]。

### 音楽活動
- 音楽プロジェクトmr.a（ミスター・ドット・エー）において作詞・作曲を手がけ、2005年5月3日、表参道THE ORBIENTで行われた「INFECTION NOID 05-06 AUTUMN & WINTER COLLECTION」では音楽と演出を担当。翌年の同イベントでも引き続き音楽を担当し、モデルとしても出演した。mr.aは2007年1月28日のライブイベントを最後に解散。以降は役者としての活動に専念する。
- 映画『全速力海岸」では主演のかたわら、全ての楽曲の作詞作曲も担当した。
- 映画『Life』でも主演と共に音楽監督を兼任。サウンドトラック及び同CDのジャケットデザイン、自らの衣装も担当。
- バンド『 THE XXXXXX 』を結成（メンバー：山田孝之、内田朝陽）、1stアルバム『THE XXXXXX』をデジタル配信しライブを開催[55]。活動期間は2012年 - 2019年。

### その他
- 汗をかくシーンでは通常霧吹きを使用するが、綾野は「ちょっと待ってください、う〜ん」といい自分の意志で汗を出すことができる[56]。
- 子どもの頃の好物は手羽先のコーラ煮。コハダ、イチゴタルト、ヒレカツが好きで、特にヒレカツは毎回番組のアンケートに書くのに話題として取り上げられないことを不満に思っていた。また、パクチーやキムチ、担々麺などの辛いものが苦手[57][58]。
- 無一文になったことはかろうじてないが、全財産が数百円になったことはある[59]。
- 役作りの中で綾野と同居していた妻夫木聡曰く寝起きが弱いらしく、朝はぼんやりしている。起こそうとすると「うーん、今起きる」と言いながら起きない[60]。
- 岐阜県大垣市綾野5丁目にある「綾野5交差点」が、綾野剛を思わせるとしてSNSで話題となり、大垣の新名所と呼ぶ人も現れた[61]。
- 喫煙者（ヘビースモーカー）であると自認しており、愛好する銘柄は「マルボロ」系[62]。

## 出演

### テレビドラマ
- 仮面ライダー555（2003年7月27日 - 11月9日、テレビ朝日） - 澤田亜希 役
- イヌゴエ（2007年4月5日 - 6月7日、テレビ神奈川） - 主演・前田大輝 役
- スマイル 第9話（2009年6月12日、TBS）
- Mother（2010年4月14日 - 6月23日、日本テレビ） - 浦上真人 役
- アザミ嬢のララバイ 「秘蜜を吸う」（2010年4月21日、MBS） - 主演・少年 役
- 僕がセレブと結婚した方法（2010年6月7日 - 11日、NHK ワンセグ2） - 矢島祐一 役
- GOLD（2010年7月8日 - 9月16日、フジテレビ） - 宇津木洋介 役
- セカンドバージン（2010年10月12日 - 12月14日、NHK） - 中村亮 役
- さよならロビンソンクルーソー（2010年12月29日、フジテレビ） - 成雪 役[注 6]
- ヘブンズ・フラワー The Legend of ARCANA（2011年1月12日 - 3月4日 / 9月12日 - 13日、TBS） - シオン 役
- あの海を忘れない〜若年性アルツハイマー病を支えて〜（2011年2月6日、テレビ朝日） - 堺仁 役
- 新選組血風録 第8話（2011年5月22日、NHK BSプレミアム） - 長坂小十郎 役
- 下町ロケット（2011年8月21日 - 9月18日、WOWOW） - 真野賢作 役
- 勇者ヨシヒコと魔王の城 第9話（2011年9月2日、テレビ東京） - ケンタウロス男 役
- 妖怪人間ベム 第7話（2011年12月3日、日本テレビ） - 山田幸平 役
- 開拓者たち（2012年1月1日 - 22日、NHK BSプレミアム） - 阿部金次 役
- 連続テレビ小説 カーネーション 第15週 - 第17週（2012年1月11日 - 28日、NHK） - 周防龍一 役
- クレオパトラな女たち（2012年4月18日 - 6月6日、日本テレビ） - 黒崎裕 役
- リッチマン、プアウーマン 第5・6・10話（2012年8月6日・13日・9月10日、フジテレビ） - 遠野秋洋 役
- 大河ドラマ 八重の桜（2013年1月6日 - 12月15日、NHK） - 松平容保 役[63]
- 最高の離婚（フジテレビ） - 上原諒 役
  - 最高の離婚（2013年1月10日 - 3月21日）[64]
  - 最高の離婚 Special2014（2014年2月8日）[65]
- ダブル・ミーニング Yes or No?（2013年3月1日、関西テレビ） - 町田渉 役[66]
- 空飛ぶ広報室（2013年4月14日 - 6月23日、TBS） - 空井大祐 役[67]
- LINK（2013年10月6日 - 11月3日、WOWOW） - ショーン 役[68][69]
- S-最後の警官-（2014年1月12日 - 3月16日、TBS） - 蘇我伊織 役[70]
- 闇金ウシジマくん Season2（2014年1月16日 - 3月13日、MBS） - 戌亥 役[71]
- ロング・グッドバイ（2014年4月19日 - 5月17日、NHK） - 原田保 役[72]
- すべてがFになる（2014年10月21日 - 12月23日、フジテレビ） - 主演・犀川創平 役（武井咲とダブル主演）[73]
- 山田孝之の東京都北区赤羽 第8話・最終話（2015年2月27日・3月27日、テレビ東京） - 綾野剛 役[74]
- ウロボロス〜この愛こそ、正義。 第7話 - 第9話（2015年2月27日 - 3月13日、TBS） - 那智聡介 役[75]
- コウノドリ（TBS） - 主演・鴻鳥サクラ 役
  - 第1シリーズ（2015年10月16日 - 12月18日）[76]
  - 第2シリーズ（2017年10月13日 - 12月22日）[77]
- フランケンシュタインの恋（2017年4月23日 - 6月25日 、日本テレビ） - 主演・”怪物” 役[78]
- ハゲタカ（2018年7月19日 - 9月6日 、テレビ朝日「木曜ドラマ」枠） - 主演・鷲津政彦 役[79]
- MIU404（2020年6月26日 - 9月4日、TBS） - 主演・伊吹藍 役（星野源とダブル主演）[80]
- 恋はDeepに（2021年4月14日 - 6月9日、日本テレビ） - 主演・蓮田倫太郎 役（石原さとみとダブル主演）[81]
  - 恋はもっとDeepに - 運命の再会スペシャル - （2021年6月16日）[82]
- キン肉マン THE LOST LEGEND（2021年10月8日 - 12月10日、WOWOW） - 本人（劇中映画におけるロビンマスク役兼プロデューサー） 役
- アバランチ（2021年10月18日 - 12月20日、カンテレ・フジテレビ系） - 主演・羽生誠一 役[83]
- オールドルーキー（2022年6月26日 - 9月4日、TBS） - 主演・新町亮太郎 役[84]

### ネットドラマ
- 新聞記者（2022年1月13日配信 - 、Netflix） - 村上真一 役
- 幽☆遊☆白書（2023年12月14日配信、Netflix） - 戸愚呂弟 役[85]
- 地面師たち（2024年7月25日配信、Netflix） - 主演・辻本拓海 役（豊川悦司とダブル主演）[86]

### 映画
- 2番目の彼女（2004年11月27日、内外出版社） - フミヤ 役
- 「超」怖い話 THE MOVIE 闇の映画祭 「悪霊」（2005年7月2日、竹書房）
- NANA（2005年9月3日、東宝）
- ブラックキス（2006年1月28日、アップリンク）
- ハヴァ、ナイスデー 「全速力海岸」（2006年10月21日、パノラマ） - 主演・乃木 役
- イヌゴエ 幸せの肉球（2006年12月2日、バイオタイド） - 前田大輝 役
- 妖怪奇談（2007年1月13日、バイオタイド） - 真吾 役
- Life（2007年1月27日、バイオタイド） - 主演・田北勇 役[87][注 7]
- すみれ人形（2008年1月26日、kinone） - 緑川 役
- 魁!!男塾（2008年1月26日、ゼアリズエンタープライズ） - 飛燕 役
- 奈緒子（2008年2月16日、日活） - 黒田晋 役
- アクエリアンエイジ 劇場版（2008年3月22日、バイオタイド） - 雨宮 役
- ロックンロール★ダイエット!（2008年9月13日、バイオタイド）
- 愛のむきだし（2009年1月31日、ファントム・フィルム）
- クローズ ZERO II（2009年4月11日、東宝） - 漆原凌 役
- TAJOMARU（2009年9月12日、ワーナー・ブラザース映画） - 猿 役
- エレクトロニックガール（2009年9月12日、モブキャスト） - 幸紀 役
- 渋谷（2010年1月9日、ビーワイルド） - 主演・水澤一成 役
- シュアリー・サムデイ（2010年7月17日、松竹） - 岩崎秀人 役
- SP THE MOTION PICTURE 野望篇（2010年10月30日、東宝） - 不審な男 役
- GANTZ（2011年1月29日、東宝） - 壹（黒服星人リーダー） 役
  - GANTZ：PERFECT ANSWER（2011年4月23日）
- あぜ道のダンディ（2011年6月18日、ビターズ・エンド） - 松本 役
- うさぎドロップ（2011年8月20日、ショウゲート） - キョウイチ 役
- 目を閉じてギラギラ（2011年10月22日、BeeTV） - 主演・八木沢剛太 役
- 孤独な惑星（2011年12月17日、ALVORADA FILMS） - 主演・金子哲男 役
- はさみ hasami（2012年1月14日、アートポート） - 戸崎亮輔 役
- ヘルタースケルター（2012年7月14日、アスミック・エース） - 奥村伸一 役
- るろうに剣心（2012年8月25日、ワーナー・ブラザース映画） - 外印 役
- 新しい靴を買わなくちゃ（2012年10月6日、東映） - カンゴ 役
- その夜の侍（2012年11月17日、ファントム・フィルム） - 小林英明 役
- ワーキング・ホリデー（2012年11月17日、よしもとクリエイティブ・エージェンシー） - 雪夜 役
- たとえば檸檬（2012年12月15日、ドッグシュガームービーズ） - 石山 役
- 横道世之介（2013年2月23日、ショウゲート） - 加藤雄介 役
- シャニダールの花（2013年7月20日、ファントム・フィルム） - 主演・大瀧賢治 役
- ガッチャマン（2013年8月24日、東宝） - ジョージ浅倉 役
- 夏の終り（2013年8月31日、クロックワークス） - 木下涼太 役
- 白ゆき姫殺人事件（2014年3月29日、松竹） - 赤星雄治 役[88][89]
- そこのみにて光輝く（2014年4月19日、東京テアトル / 函館シネマアイリス） - 主演・佐藤達夫 役[90]
- 闇金ウシジマくん Part2（2014年5月16日、東宝映像事業部 / SDP） - 戌亥 役[91]
  - 闇金ウシジマくん Part3（2016年9月22日、東宝映像事業部 / SDP） - 戌亥 役
  - 闇金ウシジマくん ザ・ファイナル（2016年10月22日、東宝映像事業部 / SDP） - 戌亥 役
- ルパン三世（2014年8月30日、東宝） - 石川五ェ門 役[92][93]
- ソレダケ / that’s it (2015年5月27日、ライブ・ビューイング・ジャパン） - 千手完 役[94]
- 新宿スワン（2015年5月30日、ソニー・ピクチャーズ エンタテインメント） - 主演・白鳥龍彦 役[95][96]
  - 新宿スワンII（2017年1月21日、ソニー・ピクチャーズ エンタテインメント） - 主演・白鳥龍彦 役[97]
- S-最後の警官- 奪還 RECOVERY OF OUR FUTURE（2015年8月29日、東宝） - 蘇我伊織 役[98]
- ピース オブ ケイク（2015年9月5日、ショウゲート） - 菅原京志郎 役[99]
- 天空の蜂（2015年9月12日、松竹） - 雑賀 役[100]
- リップヴァンウィンクルの花嫁（2016年3月26日） - 安室行舛 役[101]
- 64 -ロクヨン- 前編・後編（2016年5月7日、6月11日、東宝） - 諏訪 役[102]
- 日本で一番悪い奴ら（2016年6月25日、東映・日活） - 主演・諸星要一　役[103]
- 怒り（2016年9月17日、東宝） - 大西直人 役[104]
- 武曲 MUKOKU（2017年6月3日、キノフィルムズ / 木下グループ） - 主演・矢田部研吾 役[105]
- 亜人（2017年9月30日、東宝） - 佐藤 役[106]
- ラストレシピ〜麒麟の舌の記憶〜（2017年11月3日、東宝） - 柳沢健 役[107]
- パンク侍、斬られて候（2018年6月30日、東映） - 掛十之進 役[108]
- 楽園（2019年10月18日、KADOKAWA） - 主演・中村豪士 役[109][110]
- 閉鎖病棟 -それぞれの朝-（2019年11月1日、東映） - チュウさん 役[111]
- 影裏（2020年2月14日、ソニー・ミュージックエンタテインメント） - 主演・今野秋一 役[112]
- ドクター・デスの遺産 -BLACK FILE-（2020年11月13日、ワーナー・ブラザース映画） - 主演・犬養隼人 役[113]
- ヤクザと家族 The Family（2021年1月29日、スターサンズ） - 主演・山本賢治 役[114]
- ホムンクルス（2021年4月2日、エイベックス・ピクチャーズ） - 主演・名越進 役[115]
- 最後まで行く（2023年5月19日、東宝） - 矢崎 役[116]
- 花腐し（2023年11月10日、東映ビデオ） - 主演・栩谷修一 役[117][118]
- カラオケ行こ!（2024年1月12日、KADOKAWA） - 主演・成田狂児 役[119][120]
- ラストマイル（2024年8月23日、東宝） - 伊吹藍 役[121][122]
- まる（2024年10月18日、アスミック・エース） - 横山 役[123]
- 本心（2024年11月8日、ハピネットファントム・スタジオ） - 中尾 役[124]
- 劇場版ドクターX FINAL（2024年12月6日、東宝） - 河野明彦 役[125]
- でっちあげ〜殺人教師と呼ばれた男（2025年6月27日、東映） - 主演・薮下誠一 役[126]
- 愚か者の身分（2025年10月24日公開予定、THE SEVEN / ショーゲート） - 梶谷剣士 役[127]

#### 単館映画
- Darts till Dawn（2004年） - 主演・哲晴 役
- 太陽（2004年） - 主演・拓郎 役
- DEVELOPER（2005年） - 伊藤 役
- La pluie des prunes（2008年）
- Valley Of Flowers（2008年）
- 198X年の歌（2009年） - 主演
- アンダーウェア・アフェア（2010年、若手映画作家育成プロジェクト） - 浜崎一行 役[128]

### 声の出演
- KINGSGLAIVE FINAL FANTASY XV（2016年7月9日） - 主演・ニックス 役（アーロン・ポール）[129][130]

### WEB
- 全速力海岸（2006年） - 主演・乃木 役
- Toi et moi（2006年） - 主演・達也 役

### 舞台
- 恋の骨折り損? Loves Labours Lost（2004年7月15日 - 19日、東京芸術劇場） - 豊臣秀吉 役[注 8]
- 河童（2004年7月22日 - 23日、元加賀ホール）[注 9]
- タクラマカン2005（2005年6月7日 - 12日、中野ザ・ポケット） - ハルキ 役
- サイケデリック・ペイン（2012年8月22日 - 9月24日、サンシャイン劇場 / 森ノ宮ピロティホール） - 魁人 役[注 10]
- 太陽2068（2014年7月7日 - 8月3日、シアターコクーン） - 主演・奥寺鉄彦 役[131]

### PV
- 大黒摩季 「IT'S ALL RIGHT」（2010年5月19日）
- Q;indivi＋チバユウスケ 「ACACIA;」（2010年6月23日）[注 11]
- MEG 「PARIS」（2010年8月25日）
- 秦基博 「メトロ・フィルム」（2010年9月8日）
- 桑田佳祐 「Yin Yang」（2013年3月13日）
- millennium parade「FAMILIA」（2021年1月22日）

### CM
- 日本赤十字社 「はたちの献血キャンペーン」（2004年）
- 平安閣〈一宮〉マリエール（2008年10月）
- 日本郵便 「平成22年用 お年玉付き年賀はがき」（2009年12月）
- サントリー
  - オールフリー（2012年3月）
  - シングルモルトウイスキー白州（2013年12月）
- ユニクロ 「シルキードライ」（2012年4月）
- 東京ガス
  - バリューリース（2013年9月）[132][注 12]
  - ピピッとコンロ（2014年9月）[133]
- ダイハツ工業「タントカスタム」（2013年10月）[134][135][136]
- UNITED ARROWS 「UNITED ARROWS green label relaxing」（2013年10月）[137][138]
- 集英社「BAILA」（2014年3月）
- インテリジェンス「DODA」（2014年7月 - ）
- アサヒフードアンドヘルスケア「ミンティア」（2015年3月 - ）[139]
- NTTドコモ（2015年5月 - ）[140]
- 宝くじ「熊本地震被災地復興支援　ドリームジャンボ宝くじ・ドリームジャンボミニ7000万」（2016年）[141]
- Honda「FIT」（2017年6月 - ）
- ユニリーバ・ジャパン「アックス ゴールド シルキーワックス」（2018年3月 - ）
- アルコン 「デイリーズ トータルワン」(2018年6月 - )
- 象印マホービン 「圧力IH炊飯ジャー」（2018年6月 - ）
- サントリー 「碧Ao」(2019年4月 - 2022年9月)
- LOTTE「カカオの恵み」（2021年4月 - 2022年4月）
- Hisence「Web CM」（2022年2月28日 - ）[142]
- ラグザス HUGAN（2024年11月8日 - ）[143][注 13]

### ラジオ
- 綾野剛のオールナイトニッポンGOLD〜映画『新宿スワン』SP（2015年5月29日、ニッポン放送） - メインパーソナリティ[145]

## 作品

### 書籍

#### 写真集
- 月刊MEN 綾野剛（2012年5月、ポニーキャニオン）
- 綾野剛 20092013（2013年1月、幻冬舎）
- 胎響（2013年3月、ワニブックス）

#### 連載
- 牙を抜かれた男達が化粧をする時代（ワニブックス『+act.』内、2009年11月 - ）
- 火傷の行方（オークラ出版『ACTORS magazine』内、2011年7月 - ）

### 音楽

#### CD
- OPTICAL.A
  - .OPTICAL TONE（2006年、ミニアルバム）
  - ICARUS/feel view（2007年、シングル）
- .Air.A
  - Life CINEMA note（2007年、映画『Life』サウンドトラック）

#### サウンドトラック（参加・楽曲提供）
- bunny boy（2005年）
- 全速力海岸（2006年）
- Life（2007年）
- これから（2007年）
- Granite（2008年）

## その他

### VJ
- 2004年 「POP JAPAN TV」アジア全域音楽番組

### 音楽監修・演出
- 2005年 「NO-ID.」 秋冬 東京コレクション
- 2005年 「Vinyl」 秋冬 東京コレクション
- 2006年 「NO-ID.」 秋冬 東京コレクション
- 2006年 「Vinyl」 秋冬 東京コレクション

## 受賞歴

### 映画
- 2013年度
  - 第37回日本アカデミー賞 新人俳優賞（『横道世之介』、『夏の終り』）[146]
- 2014年度
  - 第36回ヨコハマ映画祭 主演男優賞（『そこのみにて光輝く』）
  - 第88回キネマ旬報ベスト・テン 主演男優賞（『白ゆき姫殺人事件』『そこのみにて光輝く』）[147]
  - 第69回毎日映画コンクール 主演男優賞（『そこのみにて光輝く』）[148]
  - 第29回高崎映画祭 最優秀主演男優賞（『そこのみにて光輝く』）
  - 第24回日本映画批評家大賞 主演男優賞（『そこのみにて光輝く』）
  - おおさかシネマフェスティバル2015 主演男優賞（『白ゆき姫殺人事件』『そこのみにて光輝く』）
- 2015年度
  - 第7回TAMA映画賞 最優秀男優賞（『新宿スワン』、『ピース オブ ケイク』、『天空の蜂』、『ソレダケ / that’s it』、『S -最後の警官- 奪還 RECOVERY OF OUR FUTURE』）[149]
- 2016年度
  - 第15回ニューヨーク・アジア映画祭 ライジングスター賞（『日本で一番悪い奴ら』）[150]
  - 第41回報知映画賞 助演男優賞（『リップヴァンウィンクルの花嫁』『64 -ロクヨン-』『怒り』）[151]
  - 第40回日本アカデミー賞 優秀主演男優賞（『日本で一番悪い奴ら』）[152]
  - 第26回東京スポーツ映画大賞 助演男優賞（『怒り』）
- 2017年度
  - ジャパンアクションアワード2018 ベストアクション男優賞優秀賞（『武曲 MUKOKU』『新宿スワン II』『亜人』）[153][154]
- 2019年度
  - 第43回日本アカデミー賞 優秀助演男優賞（『閉鎖病棟-それぞれの朝-』）[155]
- 2024年度
  - 第48回日本アカデミー賞 優秀主演男優賞（『カラオケ行こ!』）[156]
  - 第34回日本映画批評家大賞 助演男優賞（『まる』）[157]

### テレビドラマ
- 2013年度
  - 東京ドラマアウォード2013 助演男優賞（『最高の離婚』）[158]
- 2014年度
  - 第38回エランドール賞 新人賞[159]
  - 第22回橋田賞 新人賞（『最高の離婚』『空飛ぶ広報室』『八重の桜』）[160]

### その他
- 2014年度
  - 第36回 読者が選ぶ講談社広告賞・ベストキャラクター賞